# Schweizerischer Ingenieur- und Architektenverein

Logo

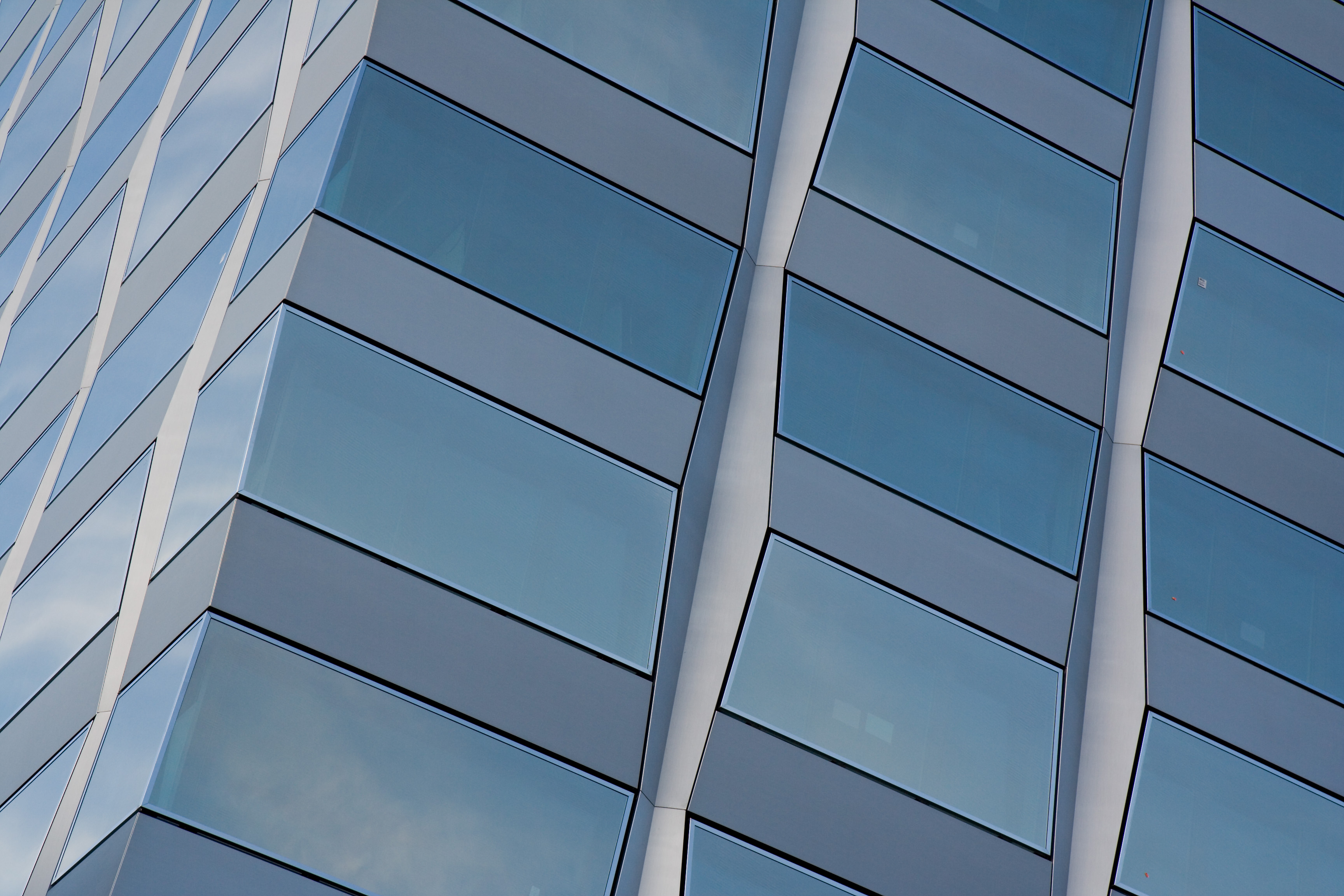
Renovierte Fassade am SIA-Hochhaus in Zürich

Der Schweizerische Ingenieur- und Architektenverein (SIA) vereinigt als massgebender Berufsverband der Schweiz anerkannt qualifizierte Fachleute aus den Bereichen Bau, Technik, Industrie und Umwelt. Der SIA vertritt deren Interessen und steht für die kulturelle, soziale und wirtschaftliche Bedeutung der durch ihn vertretenen Berufe ein.
Der Sitz befindet sich in Zürich im eigens gebauten SIA-Hochhaus.
Als gesamtschweizerisches Netzwerk von qualifizierten Berufsleuten verfolgt der SIA eine partnerschaftliche, regions- und kulturübergreifende Bündelung von vielfältigen fachlichen Kompetenzen. Er erarbeitet mit seinen Normen, Dokumentationen und Merkblättern anerkannte Grundlagen für eine qualitativ hochstehende Berufspraxis. In Bezug auf die Baunormen gilt der SIA als führender Verband. Der SIA fordert eine ethisch korrekte Haltung aller Beteiligten im Planungs- und Bauprozess sowie die Akzeptanz der Regeln eines fairen Wettbewerbs.

## Gliederung
Der Verein ist föderalistisch aufgebaut und besteht aus dem Zentralverein SIA Schweiz, aus vier Berufsgruppen und 18 regionalen Sektionen. Ihm angegliedert sind darüber hinaus 21 Fachvereine. Die Sektionen stehen im Dialog mit örtlichen Behörden, Politikern und Ausbildungsinstitutionen, erörtern lokale Themen und verfolgen die kulturspezifische Integration der Anliegen des SIA. Die vier Berufsgruppen Architektur, Ingenieurbau, Technik/Industrie und Boden/Wasser/Luft setzen sich für die spezifischen Themenkreise und Ansprüche ihres jeweiligen Berufsstandes ein. Sie festigen und steigern dessen Anerkennung und engagieren sich in berufs- und ausbildungspolitischen Fragen. Fachspezifische Fragen werden in den 21 Fachvereinen des SIA behandelt. Diese dienen als wichtige Plattformen für den Entwicklungs- und Erkenntnisaustausch in diversen Spezialgebieten.

## Geschichte
Der Verein wurde am 24. Januar 1837 gegründet. Gründungspräsident war Heinrich Pestalozzi. Ein prominentes Gründungsmitglied war der Bündner Bauingenieur Richard La Nicca. Heute umfasst der Verein rund 15'000 Mitglieder. Ab 1877 gab der Verein eine Honorarordnung heraus, die es den Mitgliedern verbot, unterhalb eines festgelegten Tarifes zu arbeiten.
Bis 2001 war die Vereinsmitgliedschaft ausschliesslich Absolventen der Eidgenössischen Technischen Hochschulen vorbehalten.

## Zeitschriften
Eine wichtige Vereinstätigkeit ist seit je die Publikation eines Vereinsblattes. Dieses hiess 1874–1882 in der deutschsprachigen Schweiz Die Eisenbahn, anschliessend folgte die für die Schweizer Architekturgeschichte sehr wichtige Schweizerische Bauzeitung (1883–1978). Nach einem Intermezzo 1979 bis 2000 als Schweizer Ingenieur und Architekt heisst die Zeitschrift heute TEC21. In der französischsprachigen Schweiz wird die Zeitschrift Tracés und in der italienischen Schweiz das Archi herausgeben.
Von 1900 bis 1972 veröffentlichte der Verein das Bulletin technique de la Suisse romande. Das Bulletin erschien für die Romandie in französischer Sprache und begann mit Band 26, da es die Nummerierung seines Vorgängers Bulletin de la Société vaudoise des ingénieurs et des architectes fortsetzte. Ab 1973 erschien die Zeitschrift wie die TEC21 im Verlag der akademischen technischen Vereine, wurde 1979 in Ingénieurs et architectes suisses umbenannt und erschien ab 2002 als Tracés: bulletin technique de la Suisse romande.
Die Finanzierung der Zeitschriften war und ist in der kleinen Schweiz stets ein Problem. Der Verein versuchte es mit einem Zwangsabonnement zu lösen, was vor allem in der Vergangenheit, als eine Mitgliedschaft für einen Schweizer Ingenieur sehr wichtig war, immer wieder für Unmut sorgte.